# Clasificación tripartita de la autoridad
Max Weber distinguía tres tipos ideales de autoridad legítima. Escribió sobre estos tres tipos de autoridad tanto en su ensayo Los tres tipos de poder legítimo, publicado en su obra maestra Economía y sociedad, como en su clásico discurso "La política como vocación".
1. Autoridad carismática (carácter, heroísmo, liderazgo, religiosidad),
2. Autoridad tradicional (patriarcas, patrimonialismo, feudalismo), y
3. Autoridad legal (ley y estado modernos, burocracia).

Estos tres tipos son tipos ideales y rara vez aparecen en su forma pura. En los tres casos de autoridad legítima los oponía a la "dominación" ilegítima o impuesta por la violencia. Según Weber, la autoridad es el poder aceptado como legítimo por aquellos sometidos a ella. Se dice que estas tres formas de autoridad aparecen en un "orden jerárquico de desarrollo". Los Estados pasan de la autoridad carismática a la autoridad tradicional y finalmente llegan al estado de autoridad racional-legal el cual es característico de una democracia liberal moderna.

## Autoridad carismática
La autoridad carismática surge del encanto personal o de la fuerza de una personalidad individual. Fue descrito por Weber en una conferencia como "la autoridad del don extraordinario y personal de la gracia (carisma)"; Lo distinguía de las otras formas de autoridad al afirmar que "los hombres no le obedecen [al gobernante carismático] en virtud de la tradición o del estatuto, sino porque creen en él". Así, el poder real o las capacidades del líder son irrelevantes, siempre y cuando los seguidores crean que tal poder existe. Por ende, según Weber, es particularmente difícil para los líderes carismáticos mantener su autoridad porque los seguidores deben seguir legitimando la autoridad del líder.
La autoridad carismática es tan diferente del poder legal-racional y tradicional, ya que no se desarrolla a partir de la tradición establecida sino más bien de la creencia que los seguidores tienen en el líder.
Según Weber, una vez que el líder pierde su carisma o muere, los sistemas basados en autoridad carismática tienden a transformarse en sistemas tradicionales o racional-legales.

## Autoridad tradicional
En la autoridad tradicional, la legitimidad de la autoridad viene de la tradición o la costumbre; Weber lo describió como "la autoridad del ayer eterno" y lo identificó como la fuente de autoridad para las monarquías.

## Autoridad racional-legal
La autoridad legal, también conocida como autoridad racional-legal, es donde una persona o institución ejerce poder en virtud del cargo legal que tienen. Es la autoridad que exige la obediencia al cargo en lugar de a la persona investida de ese cargo. Una vez que lo dejan, su autoridad racional-legal se pierde. Weber identificó "las reglas racionalmente creadas" como la característica central de esta forma de autoridad.
Las democracias modernas contienen muchos ejemplos de regímenes legales-racionales. Hay diferentes maneras en que la autoridad legal puede desarrollarse. Muchas sociedades han desarrollado un sistema de leyes y reglamentos y existen muchos principios diferentes de legalidad. Con el desarrollo de un sistema legal-racional, es probable que el sistema político sea racionalizado de manera similar. Las constituciones, los documentos escritos, las oficinas establecidas y las elecciones regulares suelen asociarse con sistemas políticos legales-racionales modernos. Aquellos elementos han tendido en el pasado a desarrollarse en oposición a sistemas tradicionales anteriores tales como las monarquías, donde el conjunto de reglas no están bien desarrolladas. A medida que estos sistemas se desarrollan de manera racional, la autoridad adquiere una forma legal-racional. Los que gobiernan tienen el legítimo derecho legal de hacerlo y los subordinados aceptan la legalidad de los gobernantes.
Aunque la autoridad racional-legal puede ser cuestionada por los subordinados, es poco probable que resulte en un cambio rápido en la naturaleza del sistema. Tales luchas por el poder, según Weber, pueden basarse en el nacionalismo, la etnia y en su mayoría son luchas políticas.

## La clasificación de la autoridad en el contexto de la historia
Weber señala también que la autoridad legal es la más avanzada y que las sociedades evolucionan desde la mayoría de las autoridades tradicionales y carismáticas hasta las más racionales y legales, porque la inestabilidad de la autoridad carismática obliga a esta a regularse como una forma más estructurada de autoridad. Asimismo, señala que en un tipo puro de gobernación tradicional, la resistencia suficiente a un líder puede conducir a una "revolución tradicional". Así, Weber alude a un desplazamiento inevitable hacia una estructura de autoridad racional-legal, por lo cual se emplea una estructura burocrática. Al sugerir la inexorabilidad de un traslado en esta dirección, todo esto se relaciona con otro concepto más amplio de Weber sobre la racionalización. Por lo tanto, esta teoría puede verse a veces como parte de la teoría de la evolución cultural.
En la autoridad tradicional, la legitimidad de la autoridad proviene de la tradición, mientras que en la autoridad carismática tal legitimidad proviene de la personalidad y cualidades de liderazgo del individuo (carisma). Por último, en la autoridad legal (o racional-legal) el aspecto de legitimidad proviene de poderes que están burocrática y legalmente sujetos a ciertas posiciones. Un ejemplo clásico de los tres tipos de autoridad puede encontrarse en la religión: los sacerdotes (tradicionales), Jesús (carismático) y la Iglesia católica (legal-racional). Weber concibió también estos tres tipos dentro de sus tres principales modos de conflicto: la autoridad tradicional dentro de los grupos de estatus, la autoridad carismática dentro de las clases sociales y la autoridad racional-legal dentro de las organizaciones del partido.
Según la opinión de Weber, cada relación histórica entre gobernantes y gobernados contiene elementos que se pueden analizar sobre la base de la distinción anterior.

## Tabla de comparación
|                          | Carismática                                        | Tradicional                            | Legal-Racional |
| ------------------------ | -------------------------------------------------- | -------------------------------------- | --- |
| Tipo de gobernante       | Líder carismático                                  | Personalidad dominante                 | Funcionarios superiores o funcionarios burocráticos                                                                            |
| Posición determinada por | Tener una personalidad dinámica                    | Tradición o rutina establecida         | Autoridad legalmente establecida                                                                                               |
| Gobierna usando          | Cualidades extraordinarias y poderes excepcionales | Cualidades adquiridas o heredadas      | Virtud de normas, decretos y otras regulaciones racionalmente establecidas                                                     |
| Legitimado               | Victorias y éxito con la comunidad                 | Tradición o rutina establecida         | Creencia general en la corrección formal de las reglas, considerándose aquellos que las aprueban como una autoridad legitimada |
| Lealtad                  | Lealtad y devoción personal e interpersonal        | Con base en lealtades tradicionales    | Dirigida a la autoridad y a las reglas                                                                                         |
| Cohesión                 | Emocionalmente inestable y volátil                 | Sentimiento de causa común             | Permanencia por las reglas |
| Liderazgo                | Gobernantes y seguidores (discípulos)              | Formas establecidas de conducta social | Reglas, no gobernantes |